# 百度百科
百度百科（ひゃくどひゃっか、バイドゥひゃっか、Baidu Baike）は、中華人民共和国の検索エンジンである百度が2006年4月に公開したオンライン百科事典。

## 概要
記事の長さは 2MB （漢字約2万文字）までと定められている。
2025年8月現在、約2952万の項目が掲載されている。これはウィキペディア日本語版の約147万項目のみならず、英語版ウィキペディアの約703万項目をも上回る数である。しかし、短い文章のみの項目や同義語で複数の項目が立てられたり、政府機関・業者による広告目的の項目もあるなど、ウィキペディアと同様の問題を多く抱えている。
百度百科は簡体字だけで表示されるので、中国大陸のユーザが使いやすい設計となっている。一方、中国語版ウィキペディアは世界中にいる中国語ユーザーが編集するため、表示・編集画面は簡体字や繁体字が混在するが、タブをクリックすれば、項目の記事全体をどれかの漢字に変換して読むことができるようになっている。
中国語版ウィキペディアが中国政府の対策により繰り返しアクセス遮断を受けてきたため、検閲付きとして立ちあげられたのではないかとの意見もあった。

## 論争
2020年10月、アメリカの大学に進学する全世界の学生が使用するSATとAPの教科書が、歴史上ほとんどの期間、朝鮮は中国の植民地だったと記述していることがJTBCニュースルームの取材で明らかになったが、JTBCニュースルームによると、百度が運営する百度百科でも、尹東柱や尹奉吉や安重根や金九が朝鮮族と表記されており、尹東柱は国籍も中国になっている。朝鮮族が中国籍を取得したのが1954年であることを勘案すれば、事実関係が間違っており、これらの独立活動家が満洲、上海、吉林省に居住して独立活動を行っていたためとみられるが、この場合、朝鮮の抗日運動が中国の抗日運動の歴史に編入されることになる。

## 競合相手
2005年6月に公開された快懂百科 (Baike.com、旧称：互動百科)には2015年8月時点で1311万以上の項目が掲載されており、中国語で書かれたオンライン百科事典として最大である。他にも搜狗百科、360百科などが存在する。また、中国語版ウィキペディアが使われることもある。